# Raquel Olmedo
Siomara Anicia Orama Leal (Caibarién, Las Villas, 30 de diciembre de 1937), conocida como Raquel Olmedo, es una actriz y cantante cubana naturalizada mexicana. Se asentó en México desde 1959.

## Biografía y carrera
Raquel inició su carrera en teatro cantando ópera en su tierra natal Cuba. En 1959, actúa, en La Habana, en la obra "Mujeres" en la sala Hubert de Blanck dirigida por Cuqui Ponce de León. Ese mismo año llega a México iniciando en el "Teatro Familiar de la Azteca". Ya en México, la Secretaría de Gobernación le otorga el permiso para traer a sus familiares al país (papás y su hermano), pero que no pudo cumplir por falta de dinero. En entrevistas, Raquel recuerda que el personaje que le tendió la mano fue Valentín Pimstein.
Empezó con papeles pequeños culminando experiencia hasta que asumió un buen papel en la telenovela La sombra del otro, de 1963. Aunque en realidad fue una novata en el mundo actoral, Raquel demostró ser muy talentosa en este género, el cual con los años llegaría a dominar. Por varios años trabajó como actriz aumentando su currículo artístico hasta poder volver a su primer oficio, cantante. Ante la popularidad de su estelar en la telenovela Lo imperdonable, Raquel consiguió contrato discográfico con Discos CBS México y lanzó su primer LP titulado Mitad mujer, mitad gaviota. Su carrera como cantante resultó exitosa al comienzo con la canción titular del disco (compuesta por Lolita de la Colina), que fue un éxito por la radio. Con los años sucesivos promovió su trabajo como intérprete por toda América Latina mientras continuaba su labor como actriz en televisión y en cine. Con los años, grabó cinco discos, incluyendo un álbum de rancheras llamado Mañana ya ni vengas en 1983, con arreglos de Pedro Ramírez, productor de Javier Solís y Vicente Fernández, entre muchos.[cita requerida]
En 1992 estelariza la obra de teatro Entre mujeres junto a Rosa María Bianchi, Nuria Bages, Silvia Mariscal y Macaría, cumpliendo más de mil representaciones y recibiendo el galardón por la Asociación Mexicana de Críticos de Teatro por mejor actrices de comedia del año.
En 2009 lanza su álbum Con el alma en cueros incluyendo covers de José María Cano, Rosana, Alejandro Sanz y Josh Groban, entre otros, con su propio sello discográfico, Sol Music, y con distribución de Consecuencias.
En 2015 es reconocida con la medalla Eduardo Arozamena por más de 50 años de trayectoria ininterrumpida por la Asociación Nacional de Actores (ANDA).

## Discografía
- Mitad mujer, mitad gaviota (1977)
- Tú, siempre tú (1979)
- No señora (1980)
- La fuerza de una voz que impone el cambio (1981)
- Mañana ya ni vengas (1983)
- Con el alma en cueros (2009)

## Filmografía

### Telenovelas
- Por amar sin ley (2018) como Astrid Domínguez.
- Pasión y poder (2015-2016) como Gisela Fuentes vda. de Herrera.
- La malquerida (2014) como Rosa Molina.
- Abismo de pasión (2012) como Ramona González.
- Teresa (2010-2011) como Oriana Guijarro Vda. de Moreno.
- Mar de amor (2009-2010) como Luz Garabán.
- Barrera de amor (2005-2006) como Jacinta López Reyes Vda. de Valladolid.
- Piel de otoño (2005) como Triana Gallastegui.
- ¡Vivan los niños! (2002-2003) como Alarica Caradura.
- Atrévete a olvidarme (2001) como La Coronela.
- Amor gitano (1999) como Manina.
- Esmeralda (1997) como Dominga.
- Bajo un mismo rostro (1995) como Cassandra Teodorakis.
- Atrapada (1991-1992) como Marcia Montero.
- Lo blanco y lo negro (1989) como Soledad.
- Encadenados (1988-1989) como Alina.
- Martín Garatuza (1986) como Princesa de Eboli.
- El maleficio (1983-1984) como Yuliana Pietri.
- Elisa (1979) como Elisa.
- Viviana (1978-1979) como Sonia.
- Doménica Montero (1978) como Norma.
- Lo imperdonable (1975-1976) como Bertha Duval.
- La tierra (1974-1975) como Raymunda.
- Cartas sin destino (1973)
- Las fieras (1972) como Edith Brisson.
- Las gemelas (1972) como Laura.
- La cruz de Marisa Cruces (1970-1971) como Carola.
- La casa de las fieras (1967)
- La sombra del otro (1963)

### Series
- Esta historia me suena (2019-2021)[6][7]
- Como dice el dicho (2014-2016)[8]
- La rosa de Guadalupe (2008-2013)[9]
- Mujer, casos de la vida real (2004) (episodio: La fuerza de un sueño)

### Cine
- Al filo de la ley: Misión rescate (1986) como Eloísa Araiza.
- La pistolera (1979)
- La Plaza de Puerto Santo (1978)
- El arracadas (1978)
- Cuando tejen las arañas (1977) como Julia.
- Los indolentes (1977)
- Coronación (1976) como Dora.
- Presagio (1974)
- Conserje en condominio (1973) como Clodomira
- Tráiganlos vivos o muertos (1972)
- Pepito y la lámpara maravillosa (1971) como la maestra de Pepito.
- Siempre hay una primera vez (1969)
- Don Juan 67 (1967)

### Teatro
- Ausencia de Dios (2011)
- 12 mujeres en pugna (2009)
- Violinista en el tejado (2005)
- Entre mujeres (1992)

## Premios y nominaciones

### Premios TVyNovelas
| Año  | Categoría               | Telenovela       | Resultado |
| ---- | ----------------------- | ---------------- | --------- |
| 2013 | Mejor actriz de reparto | Abismo de pasión | Ganadora  |
| 2013 | Mejor primera actriz    | Abismo de pasión | Nominada  |
| 2006 | Mejor primera actriz    | Piel de otoño    | Nominada  |
| 1998 | Mejor primera actriz    | Esmeralda        | Nominada  |

### Galardón a los Grandes 2011
| Categoría   | Persona       | Resultado |
| ----------- | ------------- | --------- |
| Trayectoria | Raquel Olmedo | Ganadora  |

### Premios Califa de Oro
| Año  | Categoría           | Programa/Telenovela | Resultado |
| ---- | ------------------- | ------------------- | --------- |
| 2006 | Actuación destacada | Barrera de amor     | Ganadora  |

### TV Adicto Golden Awards
| Año  | Categoría              | Telenovela    | Resultado |
| ---- | ---------------------- | ------------- | --------- |
| 2005 | Mejor personaje maduro | Piel de otoño | Ganadora  |

### Premios Bravo
| Año  | Categoría            | Nominado       | Resultado |
| ---- | -------------------- | -------------- | --------- |
| 2016 | Mejor primera actriz | Pasión y poder | Ganadora  |